# India TV
India TV es un canal de noticias nacional hindi con sede en Noida, Uttar Pradesh, India. El canal fue lanzado el 20 de mayo de 2004 por Rajat Sharma y su esposa Ritu Dhawan. El canal es una subsidiaria de Independent News Service, que fue cofundada por Sharma y Dhawan en 1997.

## Historia
En 1997, Rajat Sharma y Ritu Dhawan fundaron Independent News Service (INS), la empresa matriz propietaria de India TV. Él cofundó India TV con su esposa en abril de 2004 desde un estudio en Film City, Noida, India TV. Su Centro de Difusión está en el Sector 85, Noida.
Antes de lanzar India TV, Rajat Sharma fue anteriormente el presentador de Aap Ki Adalat en Zee News y Janata Ki Adalat en Star News.